# Wilhelm Gottlieb Friedrich Beitler
Wilhelm Gottlieb Friedrich Beitler (Reutlingen, 17 de fevereiro de 1745 – Jelgava, 24 de setembro de 1811) foi um matemático e astrônomo alemão.
Beitler estudos direito e matemática na Universidade de Tübingen, obtendo um diploma de advogado em 1767. Em seguida foi professor particular da duquesa Skorzewska na Polônia, retornando em 1773 para a Alemanha. Em 1774 foi por recomendação de Johann Georg Sulzer professor de matemática na Academia Petrina em Jelgava, onde foi também desde 1778 astrônomo.
Conhecido principalmente por suas observações dos satélites de Júpiter, as quais mais tarde foram usadas por, dentre outros, Jérôme Lalande.

## Obras
- Nova analysis aequationum cubicarum (1778)
- Von den Planeten unseres Sonnensystems (1811)